# (4287) Třísov
(4287) Třísov – planetoida z pasa głównego asteroid okrążająca Słońce w ciągu 3 lat i 104 dni w średniej odległości 2,21 j.a. Została odkryta 7 września 1989 roku w Obserwatorium Kleť przez Antonína Mrkosa. Nazwa planetoidy pochodzi od czeskiej miejscowości Třísov. Przed jej nadaniem planetoida nosiła oznaczenie tymczasowe (4287) 1989 RU2.